# Janika
Janika (titlul original: în maghiară Janika) este un film de comedie maghiar, realizat în 1949 de regizorul Márton Keleti, după piesa de teatru omonimă a scriitorului István Békeffy, protagoniști fiind actorii Ida Turay, Sándor Szabó și Mária Mezei. 

## Rezumat
Renumita artistă tocmai repetă costumată rolul unui băiat de paisprezece ani, Janika, când pe neașteptate se întoarce după cincisprezece ani de emigrație în străinătate, soțul ei, pentru terminarea căsniciei printr-un divorț legal, să se poată căsători cu logodnica sa din america. Scriitorul văzând-o, crede că are în fața sa pe fiul său...

## Distribuție
- Ida Turay – Gizi / Janika
- Sándor Szabó – Balla János
- Mária Mezei – Daisy
- Gyula Gózon – nenea Edus
- Hilda Gobbi – Malvin
- László Kemény – Adorján
- Edit Hlatky – Vera
- Ella Gombaszögi – mama lui Gizi
- Gábor Rajnay – tata lui Gizi
- Kálmán Latabár – Fenek Jenõ
- Márta Fónay – Bözsike
- László Keleti – Pincér
- Sándor Kömíves –